# Alice Comedies

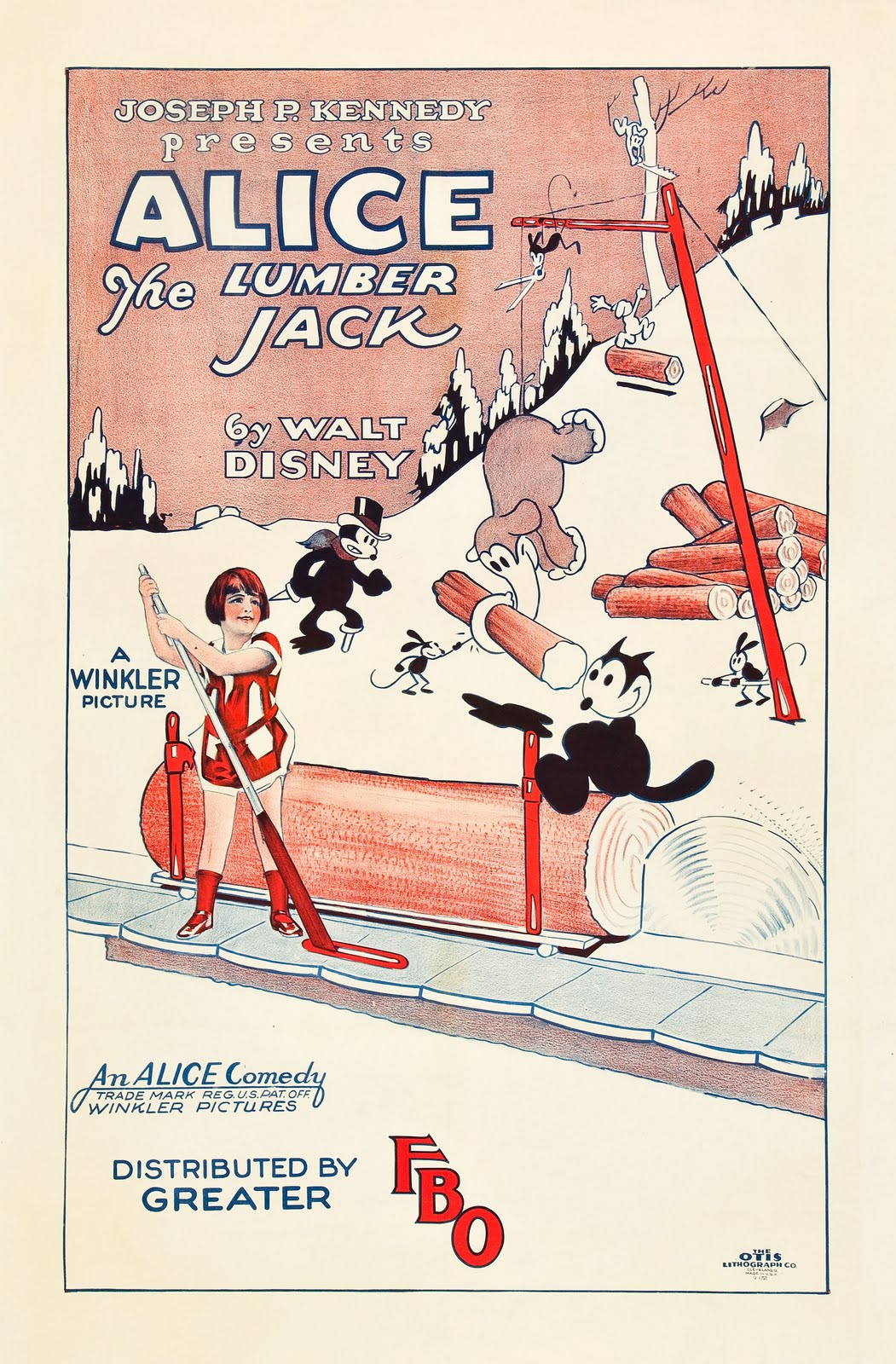
Alice the Lumber Jack (1926).

Alice Comedies är en amerikansk kortfilmsserie, skapad av Walt Disney. En skådespelande flicka interagerar med animerade figurer. År 1921 bildade Disney sitt första företag Laugh-O-Gram Studio i hemstaden Kansas City. Där påbörjades en kortfilm kallad Alice's Wonderland. Filmen färdigställdes aldrig, innan Laugh-O-Gram Studio gick i konkurs. Disney beslöt sig för att flytta till Los Angeles och där återupptog han sitt tidigare projekt Alice's Wonderland och han slöt ett avtal med en distributör i New York för att producera serien. Han kontaktade sin gamle medarbetare Ub Iwerks och sin bror Roy O. Disney och de bildade vad som senare kom att bli Walt Disney Company. Disney önskade att seriens unga skådespelerska Virginia Davis skulle fortsätta att göra rollen som Alice och bad hennes familj i Missouri att komma till Los Angeles. Davis kom att spela Alice i ytterligare 14 kortfilmer, senare spelades rollen av Margie Gray, Lois Hardwick och Dawn O'Day.
Totalt producerades 57 kortfilmer i Alice-serien mellan 1923 och 1927. Samtliga avsnitt regisserades av Walt Disney.

## Filmografi (i urval)
Källor: 

### 1923
1. Alice's Wonderland

### 1924
1. Alice's Day at Sea
2. Alice's Spooky Adventure
3. Alice's Wild West Show
4. Alice's Fishy Story
5. Alice and the Dog Catcher
6. Alice the Peacemaker
7. Alice Gets in Dutch
8. Alice Hunting in Africa
9. Alice and the Three Bears
10. Alice the Piper

### 1925
1. Alice Cans the Cannibals
2. Alice the Toreador
3. Alice Gets Stung
4. Alice Solves the Puzzle
5. Alice's Egg Plant
6. Alice Loses Out
7. Alice Gets Stage Struck
8. Alice Wins the Derby
9. Alice Picks the Champ
10. Alice's Tin Pony
11. Alice Chops the Suey
12. Alice the Jail Bird
13. Alice Plays Cupid
14. Alice Rattled by Rats
15. Alice in the Jungle

### 1926
1. Alice on the Farm
2. Alice's Balloon Race
3. Alice's Orphan
4. Alice's Little Parade
5. Alice's Mysterious Mystery
6. Alice Charms the Fish
7. Alice's Monkey Business
8. Alice in the Wooly West
9. Alice the Fire Fighter
10. Alice Cuts the Ice
11. Alice Helps the Romance
12. Alice's Spanish Guitar
13. Alice's Brown Derby
14. Alice the LumberJack

### 1927
1. Alice the Golf Bug
2. Alice Foils the Pirates
3. Alice at the Carnival
4. Alice at the Rodeo
5. Alice the Collegiate
6. Alice in the Alps
7. Alice's Auto Race
8. Alice's Circus Daze
9. Alice's Knaughty Knight
10. Alice's Three Bad Eggs
11. Alice's Picnic
12. Alice's Channel Swim
13. Alice in the Klondike
14. Alice's Medicine Show
15. Alice the Whaler
16. Alice the Beach Nut
17. Alice in the Big League